# 光沢県
光沢県（こうたく-けん）は中華人民共和国福建省に位置する省直轄の県であり、しばらくの間、南平市の代理管轄下に置かれている。

## 歴史
624年（武徳7年）、邵武県内に洋寧鎮が設置され、後に財演鎮と改称される。979年（太平興国4年）に県に昇格した際に光沢県と命名される。

## 行政区画
下部に3鎮、5郷を管轄する。
- 鎮
  - 杭川鎮、寨里鎮、止馬鎮
- 郷
  - 鸞鳳郷、崇仁郷、李坊郷、華橋郷、司前郷

## 交通

### 鉄道
- 中国鉄路総公司
  - 鷹廈線
    - 光沢駅

### 道路
- 高速道路
  - 寧光高速道路
- 国道
  - G316国道